# Andrej Čok
Andrej Čok, slovenski učitelj in javni delavec, * 2. junij 1884, Lonjer pri Trstu, † 5. maj 1942, zapor S. Gimignano v Toskani.

## Življenje in delo
Andrej Čok se je rodil v znani zavedni slovenski družini pri »Županovih« v Lonjerju v predmestju Trsta. Oče mu je bil gostilničar Andrej st., mati mu je bila gostilničarka Jožica (rojena Hrovatin). Ljudsko šolo je obiskoval v rojstnem kraju, učiteljišče pa v Kopru (1903–1907). Po maturi se je zaposlil kot učitelj na šoli v Proseku; naslednje leto pa pri Sv. Ivanu v Trstu. V letih 1915−1918 je bil pri vojakih. Po italijanski zasedbi Primorske je ostal učitelj na državni šoli, ko pa ga je italijanska oblast hotela premestiti na realko v Idrijo, mu je zasebna Cirilmetodova šola iz Trsta ponudila mesto ravnatelja; tu je ostal, dokler fašistične oblasti v oktobru 1930 šole niso ukinile. 
Čok je kot priznan pedagog sodeloval pri Učiteljskem listu, ki je bil glasilo Zveze slovenskih učiteljskih društev v Trstu (1920–1926). Zastopal je tržaške učitelje na raznih tečajih in kongresih. Bil je predsednik Delavskega konsumnega društva pri Sv. Jakobu (predmestje Trsta), odbornik Narodnega gledališča v Trstu in odbornik Tržaške hranilnice in posojilnice, lastnice hotela Balkan, kjer je bil osrednji sedež največjih kulturnih in gospodarskih ustanov tržaških Slovencev in so ga fašisti 20. julija 1920 požgali.
Leta 1938 je postal član Narodnega sveta. Ob vstopu Italije v drugo svetovno vojno je oblast Čoka 12. junija aretirala in poslala v konfinacijo v Gradež. Dne 21. septembra 1941 je bil v Gradežu ponovno aretiran in odpeljan v zapor Coroneo v Trstu. Na drugem tržaškem procesu (2. do 14. december 1941) je bil obsojen na 12 let ječe. Že bolnega so poslali v zapor v S. Gimignano, kjer je čez nekaj mesecev umrl. 
Po vojni so 1949 na Opčinah ustanovili Prosvetno društvo Andrej Čok, ki se je 7. decembra 1967 združilo s Prosvetnim društvom Opčine in z mladinskim krožkom Opčine v novo prosvetno društvo Tabor.